# Miss Continente Americano 2006
Miss Continente Americano 2006 foi a 1ª edição do concurso de beleza feminino realizado na cidade de Guaiaquil, no Equador sob o comando de Maria del Carmen de Aguayo. O evento foi televisionado pela Gama TV sob apresentação dos jornalistas Cristhian del Alcázar e Viviane Arosemana. De iniciais vinte e uma (21) candidatas  ao título, apenas seis passaram para a semifinal, onde foi então escolhida a vencedora, a candidata da República Dominicana, Mía Taveras.

## Resultados

### Colocação
| Posição        | País e Candidata                                                                           |
| Vencedora      | - República Dominicana - Mía Taveras                                                       |
| 2º. Lugar      | - Uruguai - Fatimih Dávila Sosa                                                            |
| 3º. Lugar      | - Venezuela - Carolina Colmenares                                                          |
| Semifinalistas | - Canadá - Angela Triantafyllakis - Equador - Catalina López - Panamá - Melissa Piedrahita |

### Premiações Especiais
Foram distribuídas as seguintes premiações especiais este ano: 
| Prêmio         | País e Candidata                  |
| Miss Simpatia  | - Equador - Catalina López        |
| Miss Fotogenia | - El Salvador - Rebecca Rodríguez |
| Melhor Face    | - Equador - Catalina López        |

## Candidatas
Disputaram o título este ano: 
| - Argentina - Antonella Böhl - Aruba - Thisia Franken - Bolívia - Yolanda Sandoval - Brasil - Juliana Pina Mendonça - Canadá - Angela Triantafyllakis - Chile - Estefanía Melús - Colômbia - Liliana Morales | - Costa Rica - Fabriella Quesada - Equador - Catalina López Samán - El Salvador - Rebecca Iraheta - Guatemala - Mirna Salguero - Honduras - Lissa Diana Viera - México - Diana Jiménez - Nicarágua - Cristiana Frixione | - Panamá - Melissa Piedrahita - Paraguai - Alicia Flores Batistei - Peru - Valerie Caroline Neff - Porto Rico - Ivelisse Fermín Ortiz - República Dominicana - Mía Taveras - Uruguai - Fatimih Dávilla Sosa - Venezuela - Dayana Colmenares |